# Образование в Казани

## История образования в Казани

### Дореволюционный период
Столица Казанской губернии была образовательным и культурным центром Поволжья.
В 1718 году была открыта «Цифирная» школа при Казанском Адмиралтействе.
В 1723 году при казанском Федоровском монастыре была открыта Славяно-латинская школа, нацеленная на подготовку грамотных священников для Казанской епархии, впоследствии Славяно-латинская школа стала базой для учреждения в 1797 году Казанской Духовной академии.
Казань стала первым городом в российской провинции, в котором в 1759 году была открыта гимназия для обучения детей «дворян и разночинцев». Выпускниками Первой Казанской гимназии были Г. Р. Державин, С. Т. Аксаков, братья Панаевы, И. М. Симонов, А. М. Бутлеров, Н. И. Лобачевский и др. видные деятели российской науки и культуры.

Здание Первой Императорской гимназии (ныне КГТУ им. А. Н. Туполева)

В 1771 году — открыты первые медресе.
В 1786 году в Казани было открыто Главное Народное училище.
Важным событием стало учреждение в 1804 году Казанского университета — третьего в России по времени создания и значимости — закрепившего за городом статус крупного научного центра, который долгое время оставался самым восточным университетом в Российской империи.
23 августа 1835 года была открыта Вторая казанская мужская гимназия. Это учебное заведение окончил, например, Хамид Муштари, в нём учился Бауман, но ушёл из 7-го класса, не поладив с преподавателями.
В 1841 году открыт Казанский Родионовский институт благородных девиц — закрытое привилегированное учебно-воспитательное заведение для дочерей дворян, на средства, завещанные помещицей А. Н. Родионовой.
В середине XIX века в Казани на средства Мариинского попечительства о слепых было открыто Училище для слепых детей (сейчас 2-я городская инфекционная больница).
В 1858 в Казани состоялось открытие Женского училища духовного ведомства для девушек из семей духовенства.
В 1859 году открыта Мариинская (в честь императрицы Марии) Первая казанская женская гимназия, имела статус женского училища 1 разряда.
В 1866 году в Казанском кремле при штабе Казанского военного округа было открыто Казанское военное училище, готовившее офицеров пехоты.
Значительным событием в жизни губернии стало открытие в 1874 году Казанского Ветеринарного института, известного также научно-исследовательской работой.. В том же году открылась Третья казанская мужская гимназия.
В 1875 году на средства города основано Реальное училище (выпускники реального училища, в отличие от гимназистов, могли поступать только в технические ВУЗы), одним из выпускников училища был В. Молотов
В 1876 году открыта Ксенинская (Вторая казанская) гимназия (по имени великой княжны Ксении Александровны).
В 1890 г. открыто второе училище для девочек духовного сословия, получившее название «Епархиальное», где обучались также девочки-сироты из Александрийского приюта, изначально училище располагалось в здании приюта (сейчас Дом ученых, ул. Бутлерова, 30). В 1890—1892 гг. по проекту архитектора А. Е. Остовского на средства Ольги Сергеевны Гейне (Александровой) было построено новое двухэтажное здание училища с домовой церковью во имя Мученицы Царицы Александры (сейчас в этом здании английская школа № 18).
Постановлением Министерства Народного просвещения Российской Империи в 1890 году в Казани было учреждено Соединенное среднее химико-технологическое училище и низшее техническое училище с механической, химической и строительной специальностями, одним из первых технических заведений в Казани и губернии.
Училище было оснащено новейшим оборудованием, так, профессор химии Казанского университета А. А. Альбицкий отмечал, «что лаборатория Казанского Промышленного Училища значительно превосходит Университетскую по своим удобствам».
Самым известным выпускником был С. М. Киров, которому как сироте обучение оплачивало Уржумское благотворительное общество. В 1919 году преобразовано в Казанский политехнический институт.
В 1895 году основана под патронажем Петербургской Академии Художеств Казанская художественная школа, выпускавшая художников-преподавателей для средних учебных заведений, среди преподавателей был Н. Фешин, после 1917 преобразована в Казанское художественное училище
1 июня 1901 года в городе открывается Третья казанская женская гимназия.
В 1905 году в Казани основано Коммерческое училище. Строительство здания финансировали казанские купцы-меценаты В.Карякин и Я.Шамов (сейчас в здании Казанская Государственная сельскохозяйственная академия КГСА).
К 1915—1916 годам в Казани действовало уже 4 высших учебных заведения: Университет, Духовная академия, Ветеринарный институт, Высшие женские курсы; 12 гимназий: Вторая мужская (1844—1917), Третья мужская (1874—1918), Четвёртая казанская мужская (1911—1915), Первая Мариинская женская (1859—1918), Вторая Ксенинская женская (1877—1918), Третья женская (1901—1919), Четвёртая женская частная В. А. Ряхиной (1907—1918), Мужская частная К. Л. Мануйловой (1898—1916), Женская частная Ф. Аитовой (1909—1916), Женская частная Л. И. Кавана (1912—1919), Женская частная А. Ф. Пономарёвой (1916—1917).
На основании декрета ВЦИКа от 16 октября 1918 года действовавшие на тот момент казанские гимназии были реорганизованы в единые трудовые школы II ступени.

## Дошкольное образование
Систему дошкольного образования составляют 282 детских сада. Практически все они, за исключением единичных частных заведений, находятся на балансе муниципалитета. По состоянию на начало 1990-х, почти 3/4 детских садов Казани (которых насчитывалось более 400) были ведомственными. Так авиационному заводу принадлежали 24 детских сада, моторостроительному заводу — 18, Казанскому отделению ГЖД — 15, оптико-механическому заводу — 14, вертолётному заводу — 11, по 9 детских садов принадлежали заводам оргсинтеза и Радиоприбор, НПО им. Ленина и стройтресту № 1, 8 — электротехническому заводу, по 7 — заводам «Точмаш», «Электроприбор» и ПО «Тасма», по 6 — заводу РТИ, мехобъединению и ПО вычислительных систем, по 5 — заводам «Теплоконтроль», синтетического каучука и компрессорному, а также фабрике «Спартак». Всего ведомственные детские сады имело более 100 предприятий.

## Среднее образование
Среднее образование города представлено 178 школами (из них 2 негосударственные), в том числе 36 гимназиями и 9 лицеями.
Система дополнительного образования включает в себя 49 музыкальных, 10 художественных и 43 детско-юношеских спортивных школ. Систему профессионального образования города составляют ряд учреждений среднего профессионального образования: 28 профессионально-технических училищ, 15 техникумов и 10 средних специальных училищ.

## Высшее образование

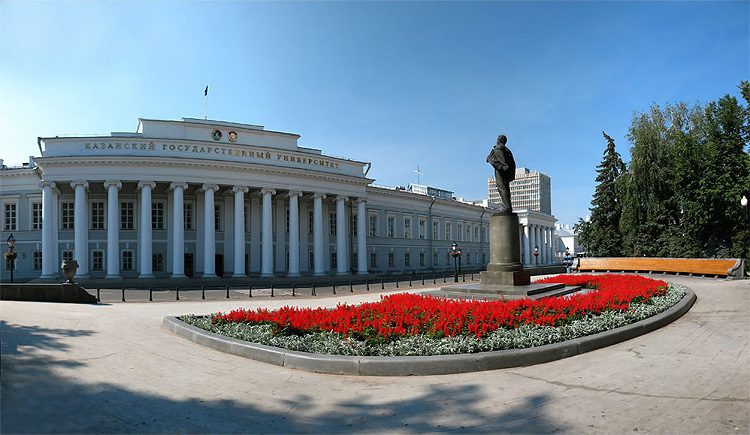
Главное здание и «сковородка» КФУ

В городе действует 44 высших учебных заведений, включая 19 филиалов и представительств иногородних вузов, в которых получает образование более 140 тыс. студентов (на конец 2009). Казань является единственным городом в России, имеющим одновременно федеральный университет и два национальных исследовательских университета.
- Казанский (Приволжский) федеральный университет

Основан 5 (17) ноября 1804 года. В Казанском университете училось множество известных студентов: С. Т. Аксаков, М. А. Балакирев, П. И. Мельников-Печерский, Л. Н. Толстой, В. И. Ульянов-Ленин, В. Хлебников. В настоящее время в состав учебных подразделений университета входят: 14 факультетов, Химический институт имени А. М. Бутлерова, Институт востоковедения, Институт языка, Институт непрерывного образования, а также 2 филиала: Набережночелнинский и Зеленодольский.
В КФУ обучается более 16 000 студентов по 40 специальностям и 7 направлениям и 615 аспирантов. Профессорско-преподавательский корпус составляет 1137 человек, в том числе 208 профессоров и докторов наук, 585 доцентов и кандидатов наук. Научную деятельность осуществляют 228 научных сотрудников, из них 29 докторов и 114 кандидатов наук. В 1996 году Указом Президента Российской Федерации Казанский университет включён в Государственный свод особо ценных объектов культурного наследия народов Российской Федерации. 21 октября 2009 был подписан указ о создании в течение 3 месяцев Приволжского федерального университета на базе КГУ.
- Казанский национальный исследовательский технический университет имени А. Н. Туполева

Имеет статус национального исследовательского университета. Казанский авиационный институт был образован на базе аэродинамического отделения Казанского государственного университета решением Главного управления авиационной промышленности Наркомата тяжёлой промышленности 5 марта 1932 года. В 1992 году Казанский авиационный институт преобразован в Казанский государственный технический университет (КГТУ).
Научный потенциал университета составляют: 9 факультетов, 58 кафедр, 57 отраслевых и проблемных лабораторий, 10 научно — технических центров, 3 университетских НИИ, экспериментально — опытное производство. В КГТУ обучается около 15 тыс. студентов.
- Казанский национальный исследовательский технологический университет

Берёт своё начало с Казанского соединённого промышленного училища, открытого в 1897 году. В 1919 году Казанское промышленное училище было преобразовано в Казанский политехнический институт. 13 мая 1930 года на базе химического факультета Казанского политехнического института и химического факультета Казанского государственного университета был создан Казанский химический институт, который с 23 июня 1930 года именуется Казанским химико-технологическим институтом им. А. М. Бутлерова, а с 23 апреля 1935 года по декабрь 1992 года — Казанским химико-технологическим институтом им. С. М. Кирова (КХТИ). В КГТУ имеется 11 факультетов и обучается более 27 тысяч студентов.
- Казанский государственный энергетический университет

Как филиал МЭИ был открыт в 1968. Статус университета ВУЗ получил в 2000 году. Является одним из трёх специализированных энергетических вузов в России. Университет ведёт подготовку специалистов в области энергетики, а также переподготовку кадров и повышение квалификации. Всего в ВУЗе обучается около 12 200 студентов.
- Казанский инновационный университет имени В. Г. Тимирясова

Созданный в 1994 году по инициативе Министерства образования Республики Татарстан и Постоянной комиссии по народному образованию Верховного Совета Республики Татарстан университет призван удовлетворить потребности региона в квалифицированных кадрах в сфере рыночной экономики и правоохранительной деятельности. Созданный в 1994 году по инициативе Министерства образования Республики Татарстан и Постоянной комиссии по народному образованию Верховного Совета Республики Татарстан университет призван удовлетворить потребности региона в квалифицированных кадрах в сфере рыночной экономики и правоохранительной деятельности. В период с 1998 по 2002 года были образованы и продолжают вести образовательную деятельность Альметьевский, Бугульминский, Зеленодольский, Набережночелнинский, Нижнекамский и Чистопольский филиалы вуза. В мае 2014 года одним из первых вузов России начал вести образовательную деятельность в Крыму после его аннексии Россией. В университете реализовывается совместный проект со Всемирным конгрессом татар по обучению руководителей муниципальных образований Республики Крым.

### Численность учебных заведений
| Учебный год                               | 1996/97 | 1997/98 | 1998/99 | 1999/00 | 2000/01 | 2001/02 | 2002/03 | 2003/04 | 2004/05 | 2005/06 | 2006/07 | 2007/08 | 2008/09 | 2009/10 |
| ----------------------------------------- | ------- | ------- | ------- | ------- | ------- | ------- | ------- | ------- | ------- | ------- | ------- | ------- | ------- | ------- |
| Число вузов (головные вузы/филиалы вузов) | 18/2    | 18/2    | 20/2    | 21/4    | 20/5    | 20/6    | 21/7    | 22/8    | 23/9    | 23/15   | 22/15   | 21/18   | 21/18   |         |
| Численность студентов, чел.               | 56911   | 63286   | 68745   | 78900   | 94355   | 112119  | 123021  | 136405  | 147658  | 145838  | 151570  | 151707  | 146691  |         |

- По данным Комитета государственной статистики Республики Татарстан

### Университеты
- Казанский (Приволжский) федеральный университет
- Казанский национальный исследовательский технический университет имени А. Н. Туполева
- Казанский национальный исследовательский технологический университет
- Казанский государственный аграрный университет
- Казанский государственный архитектурно-строительный университет
- Казанский государственный медицинский университет
- Университет управления «ТИСБИ» (бывший Татарский институт содействия бизнесу)
- Казанский государственный университет культуры и искусств
- Казанский государственный энергетический университет
- Казанский инновационный университет имени В.Г. Тимирясова

### Академии
- Казанская государственная академия ветеринарной медицины имени Н. Э. Баумана
- Казанская государственная консерватория имени Н. Г. Жиганова
- Казанская государственная медицинская академия
- Академия социального образования
- Поволжская государственная академия физической культуры, спорта и туризма

### Институты
- Казанский Юридический Институт МВД России
- Институт социальных и гуманитарных знаний
- Казанский институт финансов, экономики и информатики (КИФЭИ)
- Казанский институт менеджмента

### Духовные учебные заведения
- Казанское высшее медресе «Мухаммадия»
- Российский исламский университет
- Казанская духовная семинария

### Филиалы высших учебных заведений
- Казанский институт Российского государственного торгово-экономического университета
- Казанский филиал Международного институт экономики и права (филиал)
- Казанский филиал Российского государственного гуманитарного университета
- Казанский юридический институт Российской правовой академии Минюста России

### Закрытые и реформированные вузы
- Казанский юридический институт: создан не позднее 1932 как Институт советского права на базе юридического факультета Казанского университета; в 1952 расформирован обратно в факультет КУ: здание института потребовалось радиотехническому факультету Казанского авиационного института.
- Академия государственного и муниципального управления при Президенте Республики Татарстан (бывший Институт государственной службы при президенте Республики Татарстан) (закрыт в 2010 году)
- Татарско-американский региональный институт (вошёл в состав Татарского государственного гуманитарно-педагогического университета в 2005 году)
- Татарский государственный гуманитарно-педагогический университет (в составе Казанского федерального университета (КФУ) с 2011 года)
- Казанский государственный финансово-экономический институт (в составе КФУ с 2011 года)

## Военные учебные заведения
- Казанское артиллерийское училище
- Казанское танковое училище
- Казанское суворовское военное училище

## Универсиада 2013
В связи с проведением в Казани XXVII Всемирной Летней Универсиады 2013 и прочих крупнейших соревнований российского и международного уровня и созданием на базе Деревни Универсиады федерального центра подготовки сборных команд России в город возвращается из Набережных Челнов Поволжская государственная академия физической культуры, спорта и туризма, которая ранее в советское время была Казанским институтом физической культуры и спорта.